# Cadique
Cadique é uma vila e secção do sector de Bedanda, na região de Tombali, na Guiné-Bissau. Segundo o censo demográfico de 2009 a secção possuía uma população de 1 040 habitantes.
Foi um dos muitos antigos regulado nalus da península de Cubucaré, que no passado era conhecido pelo nome de Cantanhez.
Na língua nalu, Cantanhez que se pronuncia "Cantan-guês", e significa zona alta ou zona montanhosa. O nome Cantanhez foi amalgamado ao península (atual de Cubucaré), que até a atualidade ainda por muitos é assim conhecida.

## Personalidades Notáveis
- Titina Silá (1943–1973), combatente da guerra anticolonial
- Flora Gomes (* 1949), cineasta